# Aloe barberae
Aloe barberae é uma espécie de liliopsida do gênero Aloe, pertencente à família Asphodelaceae.